# ماذا إذا (أغنية جيسون ديرولو)
ماذا إذا (بالإنجليزية: What If)‏ هي رابع أغنية منفردة للمغني الأمريكي جيسون ديرولو. تم إصدار الأغنية في 26 يوليو 2010 في المملكة المتحدة، كأغنية تابعة لألبومه الأول جيسون ديرولو.